# Língua sora
Sora é uma língua munda do sul da família austro-asiática, falada pelo povo sora, um grupo étnico do leste da Índia, principalmente nos estados de Odisha e Andhra Pradesh . Sora contém muito pouca literatura formal, mas tem uma abundância de contos e tradições folclóricas. A maior parte do conhecimento passado de geração em geração é transmitida oralmente. Como muitas línguas no leste da Índia, sora está listada como 'vulnerável à extinção' pela UNESCO.  Os falantes de Sora estão concentrados em Odisha e Andhra Pradesh. A língua está ameaçada de acordo com o International Mother Language Institute (IMLI). 

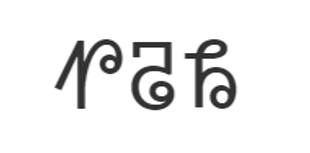
Língua Sora

## Distribuição
Os falantes estão concentrados principalmente no distrito de Ganjam, no distrito de Gajapati (região central de Gumma Hills (Gumma Block), etc.) e no distrito de Rayagada, mas também são encontrados em áreas adjacentes como os distritos de Koraput e Phulbani; outras comunidades existem no norte de Andhra Pradesh (distrito de Vizianagaram e distrito de Srikakulam).

## História
A língua sora enfrentou um padrão de uso semelhante a uma onda - esse é o número de pessoas que falam sora subiu constantemente por décadas antes de desabar. De fato, o número de pessoas que falavam sora passou de 157 mil em 1901 para 166 mil em 1911.  Em 1921, esse número subiu marginalmente para 168 mil e continuou subindo.  Em 1931, o número de falantes saltou para 194 mil, mas em 1951, ocorreu um período de crescimento exponencial com o número de falantes saltando para 256 mil.  em 1961, os números chegaram a 265 mil falantes antes de cair em 1971, quando o número de falantes caiu para 221 mil. 

## Cultura
Sora é falado pelo povo sora, que fazem parte do Adivasi, ou povo tribal, na Índia, tornando sora uma língua adivasi.  Soras são encontrados próximos aos povos de língua odia e telugu, tornando a maioria dos sora bilíngues .  Sora não tem muita literatura, exceto algumas canções e contos folclóricos que geralmente são transmitidos oralmente.  A religião dos sora é uma mistura de rituais xamânicos tradicionais com o hinduísmo circundante predominante nas populações vizinhas.  Um ritual particular dos sora tem a ver com a morte. Os sora mantém uma visão xamanística única sobre o assunto da morte. Diz-se que as pessoas que morrem de assassinatos, suicídios ou acidentes são, em certo sentido, levadas pelo espírito do Sol.  Essas pessoas, chamadas usungdaijen, dizem que residem no próprio Sol após a morte.  Sora usa espíritos para explicar muitos fenômenos. Por exemplo, se uma garota em nenhum relacionamento tem dor de cabeça ou enxaqueca, diz-se que o espírito Pangalsum, ou Espírito Solteiro que contém as almas dos homens que morreram antes do casamento, colocou uma coroa de flores firmemente ao redor da cabeça da garota. como um símbolo de reivindicá-la como sua esposa. 

## Fonologia
Em uma nota semelhante, nossa compreensão da fonologia do sora é limitada na melhor das hipóteses, mas existem algumas generalizações que podem ser feitas. A maioria das sílabas são da forma consoante, vogal, consoante e os morfemas geralmente contêm de uma a três sílabas.  Existem 18 consoantes identificáveis e elas se enquadram na maioria das origens do som estabelecidas. Cinco consoantes se originam do palato, enquanto apenas uma consoante se origina da glote. Uma faceta interessante das consoantes de sora é que elas contêm uma vogal ɘ inerente.  Embora as vogais possam ser pronunciadas de forma diferente, existem apenas seis vogais em Sora. Não há sinais diacríticos e a aspiração varia dependendo do falante.  É provável que a influência do inglês, odia e telugu também tenha afetado a pronúncia das vogais ao longo do uso de Sora.  As pronúncias também mudam em ambientes pré-vocálicos (ocorrendo antes de uma vogal) e não-prevocálicos. 

### Consoantes
|                  |                  | Bilabial | Dental | Retroflexa | Palatal | Velar | Glotal |
| ---------------- | ---------------- | -------- | ------ | ---------- | ------- | ----- | ------ |
| Oclusiva         | surda            | p        | t      |            | c       | k     | ʔ      |
| Oclusiva         | sonora           | b        | d      |            | ɟ       | ɡ     |        |
| Fricativa        | Fricativa        |          | s      |            |         |       |        |
| Nasal            | Nasal            | m        | n      |            | ɲ       | ŋ     |        |
| Vibrante simples | Vibrante simples |          |        | ɽ          | ɾ       |       |        |
| Aproximante      | Aproximante      |          | l      |            | j       |       |        |

### Vogais
|               | Anterior | Central | Posterior |
| ------------- | -------- | ------- | --------- |
| Fechada       | i        | ɨ       | u         |
| Quase fechada |          |         | ʊ         |
| Média         | e        | ə       | o         |
| Aberta        |          | a       |           |

## Gramática
Sora usa dispositivos gramaticais, incluindo concordância de sujeito e objeto, ordem das palavras e composição de substantivos para mostrar o caso. É vista como uma língua predominantemente nominativo-acusativa e mais uma vez difere da maioria das outras línguas pela falta de uma estrutura passiva.  No entanto, só porque sora não tem um caso passivo não significa que outras formas estabelecidas de caso gramatical também estejam faltando. Em vez disso, Sora tem alguns casos gramaticais complexos.  Alguns exemplos são os seguintes: 
- Nominativo
- Acusativo
- Locativo
- Instrumental
- Comitativo
- Benéfico
- Genitivo

Além disso, sora, como muitas outras línguas munda, usa substantivos relatores para vincular substantivos com outras partes da frase, a fim de fornecer um significado mais específico, chamado composição.  Esses substantivos monossilábicos que aumentam o significado são chamados de substantivos relatores semânticos e são amplamente usados em Sora.  Sora também tem uma forma de combinação para cada substantivo, além da forma completa do substantivo.  A forma de combinação permite que o substantivo seja anexado a uma raiz verbal para criar uma palavra semanticamente mais complexa, semelhante à composição em outras línguas.   A forma de combinação é a forma vista quando o substantivo está sendo usado com um verbo ou outro substantivo completo.  A forma completa é a forma vista quando o substantivo está sozinho ou funcionando não em conjunto com outras partes do discurso.  Alguns modelos de combinações de Sora entre substantivos e verbos são os seguintes: 
Verbo + Forma Combinada
Verbo + Forma Combinada + Forma Combinada
Forma Completa + Forma Combinada
Forma Completa + Forma Combinada + Forma Combinada
Um exemplo de um substantivo de forma completa encurtado para a forma combinada é o seguinte: mənra, a forma completa de homem, transforme-se na palavra de forma combinada - mər. Os dois indicam que um substantivo (completo ou combinado) ou verbo deve preceder o substantivo da forma combinada; que é o substantivo de forma combinada não pode ficar por conta própria.  Embora de forma alguma conclusiva, algumas diretrizes gerais sobre a Forma Combinada é que ela depende de onde a combinação com o verbo ou outro substantivo deve ocorrer.  Se a forma combinada for um infixo, sua forma resultante será diferente da forma combinada como um prefixo. Alguns exemplos de substantivos de forma completa e suas formas combinadas são os seguintes: 

ədɘ'ŋ - dɘ'ŋ = favo de mel
ərɘ'ŋ - rɘ'ŋ = azedo
bɘ'nra'j - bɘn = farinha
ba'ra' - bal = barril
kəṛíŋ - diŋ = tambor

## Vocabulário
Sora adquiriu palavras de línguas vizinhas como telugu e oriya.  Um exemplo de palavra emprestada de oriya é kɘ'ra'ñja' que é um nome de árvore.  mu'nu', que significa grama preta é emprestado do telugu.  Além disso, dentro da própria família munda, a maioria das palavras parece ser mutuamente inteligível devido a pequenas diferenças nas pronunciações e na fonologia. khária e kôrku, duas outras línguas munda, compartilham palavras mutuamente inteligíveis com sora.  Por exemplo, o número 11 em khária é ghol moŋ, em kôrku é gel ḑo miya e em sora é gelmuy.  A palavra para 1' em cada idioma parece e soa notavelmente semelhante ao dos outros. Este fenômeno não está apenas contido em números, mas uma grande quantidade de vocabulário é mutuamente inteligível entre as línguas munda. Dentro das línguas austro-asiáticas, mais conhecimento sobre o vocabulário sora pode ser encontrado. A família de línguas mon-khmer, que engloba as línguas faladas principalmente no Sudeste Asiático, tem cognatos lexicais com a família munda.  Isso significa que algumas palavras encontradas em sora são de origem proto-austro-asiática direta e compartilham semelhanças com outras famílias de línguas austro-asiáticas derivadas.  Palavras que dizem respeito ao corpo, família, lar, campo, assim como pronomes, demonstrativos e numerais são as que possuem mais cognatos. 

### Númerais
O sistema de numeração sora usa uma base 12, que apenas alguns outros idiomas no mundo fazem. Ekari, por exemplo, usa um sistema de base 60. Por exemplo, 39 na aritmética Sora seria pensado como (1 * 20) + 12 + 7. Aqui estão os primeiros 12 numerais na linguagem Sora: 
Português: um dois três quatro cinco seis sete oito nove dez onze doze
Sora: aboy bago yagi unji monloy tudru gulji th amji tinji gelji gelmuy migel
Semelhante a como o inglês usa o sufixo do numeral dez após doze (como treze, quatorze, etc. ), Sora também usa uma atribuição de sufixo para numerais após 12 e antes de 20. Treze em Sora é expresso como migelboy (12+1), quatorze como migelbagu (12+2), etc.  Entre os numerais 20 e 99, sora adiciona o sufixo kuri ao primeiro constituinte do numeral. Por exemplo, 31 é expresso como bokuri gelmuy e 90 como unjikuri gelji. 
O sistema numérico sora foi apresentado em um quebra-cabeça de Lera Boroditsky, encontrado na seção Mais recursos associada à sua "conversa TED".

## Sistema de escrita
A língua sora tem vários sistemas de escrita.  Um é chamado Sora Sompeng, um sistema de escrita nativo criado apenas para o idioma sora. Foi desenvolvido em 1936 por Mangei Gomango.

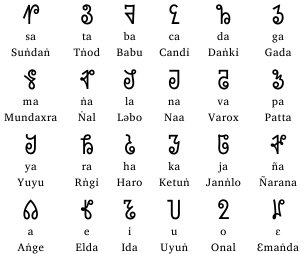

Sora também é escrito no alfabeto odia pelos falantes bilíngues de Odisha. 

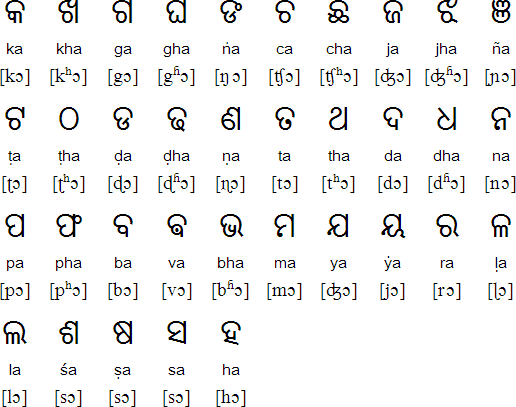

Da mesma forma, o telugu é usado pelos falantes bilíngues que vivem em Andhra Pradesh e Telangana. 

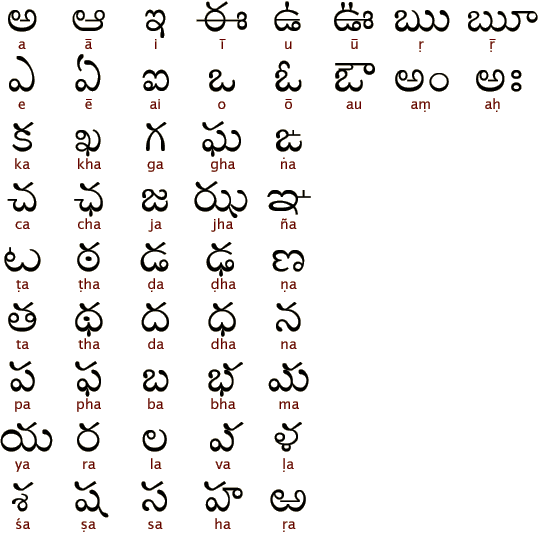

Finalmente, a última escrita comumente usada para escrever Sora é o alfabeto latino.

## Cobertura da mídia
Sora foi um dos temas do documentário americano de 2008 da Ironbound Films, The Linguists, no qual dois linguistas tentaram documentar várias línguas moribundas .

## Ligações externos
- Línguas Austro-asiáticas: Munda e Mon-Khmer